# José Joaquim Ribeiro
José Joaquim Ribeiro (* 4. Februar 1918 in Degolados, Portugal; † 27. Juli 2002 in Évora, Portugal) war Bischof von Dili, Osttimor während der indonesischen Invasion 1975.
Ribeiro empfing am 25. August 1940 die Priesterweihe für das Erzbistum Évora. Am 30. November 1957 wurde er zum Titularbischof von Aegeae berufen. Ribeiro sollte den Erzbischof von Évora, Dom Manuel Trindade Salgueiro unterstützen. Dieser spendete Ribeiro am 27. April 1958 die Bischofsweihe. 1965 wurde Ribeiro in die Kolonie Portugiesisch-Timor geschickt, wo er Assistent des Bischofs von Dili war, bis er selbst am 31. Januar 1967 zum Bischof nominiert wurde. Infolge der Ereignisse während der Invasion Indonesiens in Osttimor bat Ribeiro Papst Paul VI. um seine Versetzung in den Ruhestand. Dem wurde am 22. Oktober 1977 stattgegeben. Sein Nachfolger wurde Martinho da Costa Lopes.